# Heinrich Woldag
Heinrich Woldag (* 19. Oktober 1892 in Rohrsheim; † 17. April 1940 nahe dem Oslofjord) war ein deutscher Seeoffizier, zuletzt Kapitän zur See der Kriegsmarine, und letzter und einziger Kommandant des Schweren Kreuzers Blücher.

## Leben
Heinrich Woldag trat am 1. April 1912 der Kaiserlichen Marine (Crew 12) bei. Bis Januar 1915 war er als sogenannter Offizierdiensttuer auf dem Linienschiff Kaiser Friedrich III. und ging dann als Leutnant zur See (Ernennung am 22. März 1915) auf das Linienschiff Ostfriesland. Im August 1915 kam er zur Nordseevorpostenflottille und übernahm dort nach dem Tod von Oberleutnant zur See Viktor Schlieder Ende März 1917 eine Sondergruppe der Flottille, welche zur Bekämpfung von U-Booten (U-Boot-Falle) sowie zur Durchführung von nachrichtendienstlichen Operationen und Sabotageaktionen wie dem Zerschneiden von Seekabeln eingesetzt wurde. Am 25. Dezember 1917 wurde er zum Oberleutnant zur See befördert, er blieb bis Kriegsende in seiner Kommandierung als Führer einer Sondergruppe der Nordsee-Vorpostenflottille.
Nach dem Krieg wurde er in die Reichsmarine übernommen und hier am 1. Juli 1923 zum Kapitänleutnant befördert. 1931 war er als Referent an der Inspektion der Marineartillerie (Wilhelmshaven), ab 1. April 1931 als Korvettenkapitän. 1936 war er als Fregattenkapitän (Beförderung am 1. April 1936) Admiralstabsoffizier im Flottenkommando.
Vom 1. Oktober 1937 bis September 1939 war er Kommandeur der Schiffsartillerieschule (Kiel-Wik). Nachfolger wurde der Kapitän zur See Ernst Lindemann. Mit der Indienststellung am 20. September 1939 wurde Woldag Kommandant des Schwerer Kreuzers Blücher. Der erste und letzte Kampfeinsatz des Kreuzers erfolgte während der Invasion Norwegens, dem „Unternehmen Weserübung“. Die Einfahrt in den Oslofjord, die Blücher war das Führungsschiff der Kriegsschiffgruppe 5 unter Konteradmiral Oskar Kummetz, konnte am 9. April 1940 nicht vollständig bis zum Morgengrauen durchgeführt werden, sodass die geringe Marschgeschwindigkeit des Verbandes zur Gefahr für die Schiffe werden konnte. Woldag riet, um die gegnerischen Geschütze, besonders der Küstenbatterie Oscarsborg, zu entgehen, zu einer Erhöhung der Marschgeschwindigkeit oder einer Entsendung eines eher unbedeutenden Schiffes des Verbandes zur Erkundung. Beides wurde von Admiral Kummetz abgelehnt. In der Folge wurde die Blücher durch die Küstenbatterie angegriffen und erhielt mehrere Treffer. Der Haupt-Fla-Einsatzstand wurde getroffen, in der Flugzeughalle brach ein Feuer aus und die Ruderanlage versagte, sodass die Geschwindigkeit, um mit den Schrauben steuern zu können, weiter gedrosselt werden musste. Zwei Torpedotreffer der Kaholmen-Torpedobatterie führten zum Totalverlust. Woldag befahl vor Anker zu gehen, um nicht noch weiter in den Feuerbereich der Batterie zu gelangen und das Auflaufen auf die Felsen zu vermeiden. Die Besatzung versuchte die Feuer zu löschen, wobei das Schiff aber immer mehr Schlagseite nach Backbord aufwies. Admiral Kummetz übergab seine Befehlsgewalt an den Kommandanten der Lützow, Kapitän zur See August Thiele. Um 07:22 Uhr kenterte der Kreuzer und sank über den Bug östlich der Inselgruppe Askholmene. 830 von 1.600 Besatzungsmitglieder und Heeressoldaten des Landungskommandos, u. a. Teile der 163. Infanterie-Division, fanden den Tod, wobei diese Zahlen bis heute nicht restlos belegt sind. Die Verluste dürften eher noch höher gewesen sein. Die Überlebenden mussten dem brennenden Ölteppich ausweichen, dem etliche Männer der Besatzung zum Opfer fielen. Die übrigen Besatzungsmitglieder retteten sich auf die Insel, wo sie 36 Stunden in Kälte und Nässe bis zur Rettung ausharrten. Noch wochenlang trieben Leichen aus dem Wrack auf und wurden von den Norwegern in bereitgestellten Särgen geborgen und beerdigt.
Admiral Kummetz erreichte schwimmend das Ufer und erhielt für den Einsatz die Spange zum Eisernen Kreuz I. Klasse. Auch Woldag überlebte den Untergang und konnte in Berlin noch Bericht erstatten. Eine Woche später starb er nahe der Untergangsstelle der Blücher. Auf dem Weg zur Beerdigung der Gefallenen der Blücher stürzte er an Bord einer Ju 52/3m (Werknummer 6736) aus ungeklärten Umständen ab.